# Castillo de Albanchez de Mágina

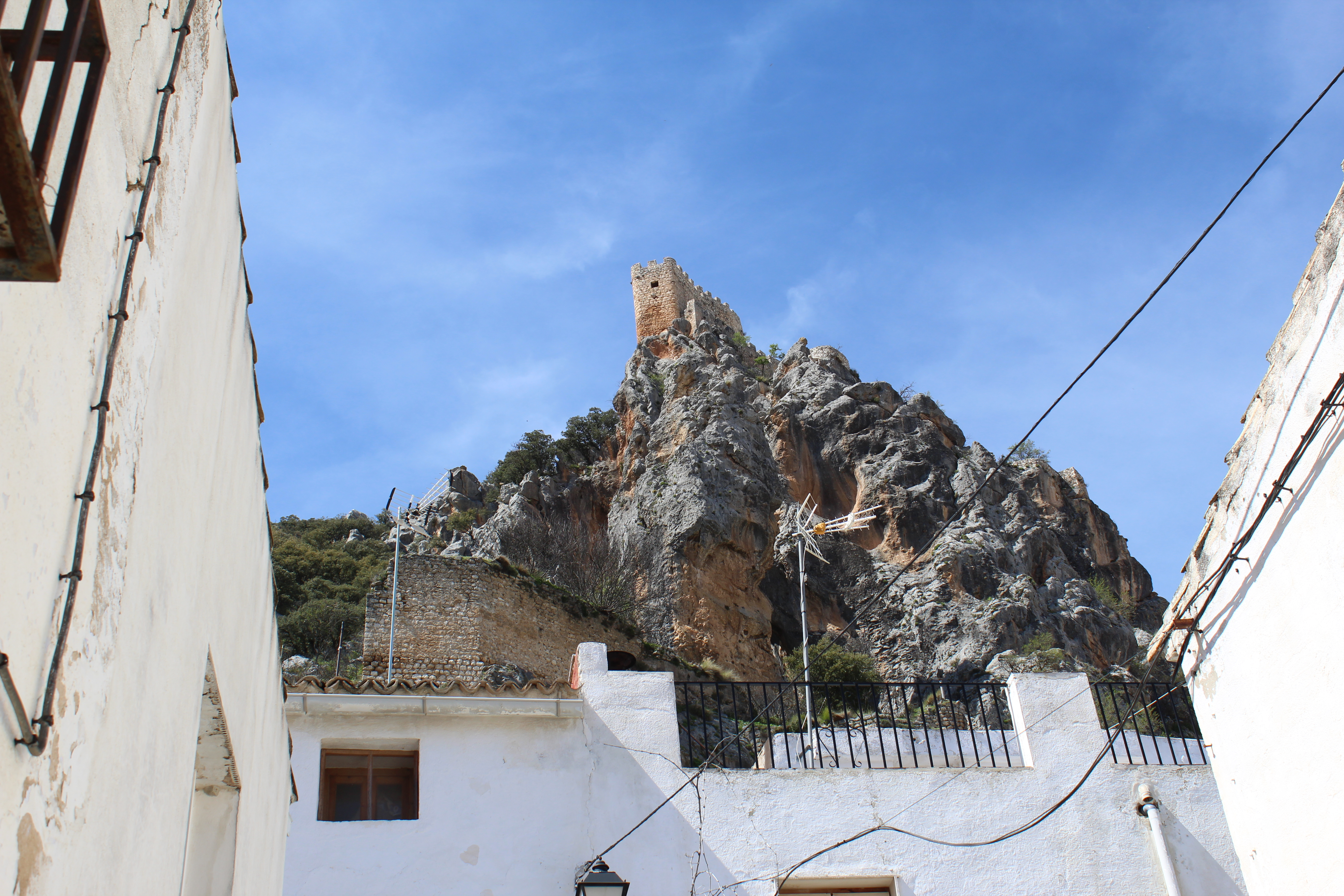
Vista del castillo de Albanchez de Mágina desde el pueblo

El Castillo de Albanchez de Mágina se encuentra enclavado en la ladera oriental de La Serrezuela, en Albanchez de Mágina, provincia de Jaén, comunidad autónoma de Andalucía, España, en un paraje muy abrupto, que domina, desde una cota de 950 metros, la población y un amplio valle. La fecha de construcción exacta es desconocida, aunque algunos autores (Cerezo y Eslava) aventuran que podría datar del siglo XIV.

## Descripción
Lo que comúnmente se conoce por Castillo de Albanchez es solamente su alcazarejo, ya que debido a la arriscada constitución del terreno, el recinto interior se sitúa unos cincuenta metros más abajo, al pie de la peña que sostiene el alcazarejo. Éste consta de un cuerpo cubierto que engloba dos núcleos. El más alto, a pesar de su imponente aspecto exterior, apenas es una estrecha plataforma rectangular que habilita un reducido espacio interior. La entrada se abre a la terraza de un torreón de planta rectangular que albergaba dos cámaras. La superior se cubre con bóveda de cañón, hoy reconstruida con cemento, y la inferior con bóveda ligeramente apuntada en el que se abre un agujero de aguada. En esta última había un aljibe rectangular de 3,75 x 1,25 metros, del que aún se conservan restos del estuco que lo recubría. 
Los dos cuerpos descritos se abren a un reducido patio de armas de forma triangular. En el lado mayor, que mira a Oriente, el cierre conserva su parapeto almenado en buen estado, siendo las dimensiones de los merlones: 85 cm de largo por 50 cm de ancho, espaciándose entre ellos una distancia intermedia de 60 cm y presentando dos de ellos saetera inferior.

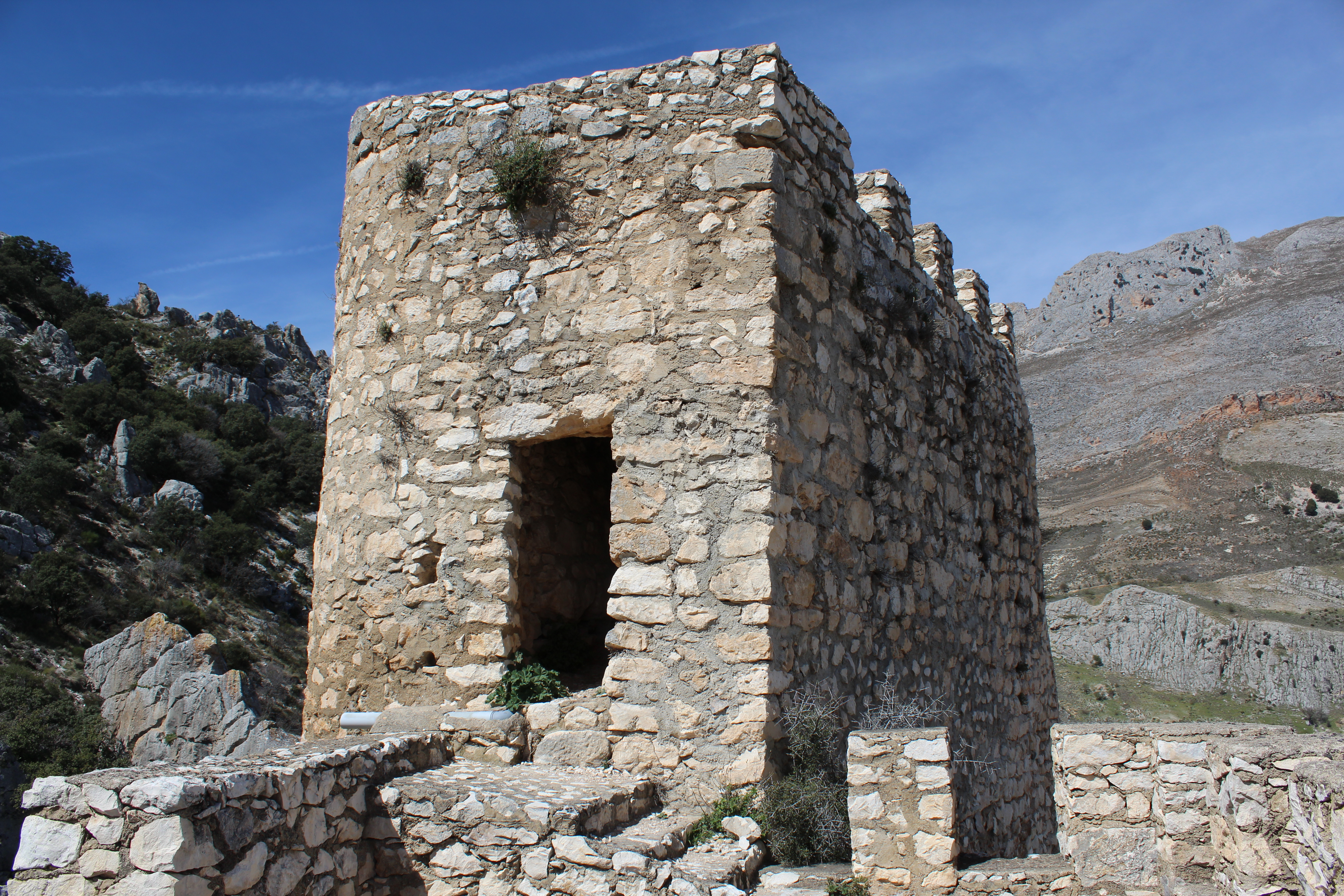
Torre del alcazarejo

Todo el alcazarejo está sólidamente construido en mampostería regular, actualmente rejuntada con cemento.
Unos metros más abajo del alcazarejo se conserva, muy desmochado, el muro que cerraba el conjunto.

## Historia
Se desconoce el momento exacto de la construcción del castillo. Algunos autores remontan sus orígenes a época islámica, en la cual sería conocido con el nombre de "Hútar", atribuyéndosele su construcción a Ibn El Saliya, tras una revuelta. Sin embargo, esta noticia posiblemente se refiera a los restos de construcciones defensivas que aún podemos ver al pie de la ladera, más cerca del pueblo, y que corresponderían al yacimiento de El Rosel. 
Cerezo Moreno y Eslava Galán (1989) datan el castillo en el siglo XIV, una vez que se consolida la presencia cristiana.
Albanchez de Úbeda fue conquistada por los Caballeros Santiaguistas del Convento de Uclés en el año 1231, siendo concedida al Concejo de Baeza. Posteriormente, sería anexionado al Señorío de Jódar, hasta que en 1338, Alfonso XI, en su política de reforzamiento de los Concejos de Realengo, se la compra a Ruy Fernández de Jódar para concedérsela al Concejo de Úbeda. Cuando los Trastámara accedan al trono, y como pago a los que les habían ayudado en la guerra contra Pedro I, enajenará, entre otros territorios realengos, Albanchez, que se dará, junto a Bedmar, en encomienda a la Orden de Santiago, a manos de la cual volvió una y otra vez a lo largo de todo el siglo XV.
Dado este cambio constante de titularidad durante toda la Baja Edad Media, es difícil establecer quién construyó el castillo y en qué momento. Los profesores Salvatierra Cuenca y Castillo Armenteros defienden la hipótesis de que su autora fuera la Orden de Santiago, ya que la forma redondeada de sus esquinas es una solución arquitectónica repetida por esta Orden en otros sitios, aunque también se encuentre en otras fortificaciones de finales del siglo XV como respuesta al incipiente desarrollo de la artillería. Efectivamente esta tendencia redondeada ofrecía mayor resistencia a la destrucción que las esquinas en ángulo recto.
Aunque la encomienda santiaguista sobre Albanchez pervivió durante toda la Edad Moderna y Contemporánea, una vez finalizada la expulsión de la Península de los musulmanes, el castillo perdió su función defensiva. En el siglo XVIII aparecía ya completamente arruinado. 
A mediados de los años ochenta el castillo fue restaurado, utilizando materiales inadecuados como el cemento. También se habilitó un acceso por medio de escaleras y rampas por el que actualmente se asciende hasta él.